# Linha de Kármán

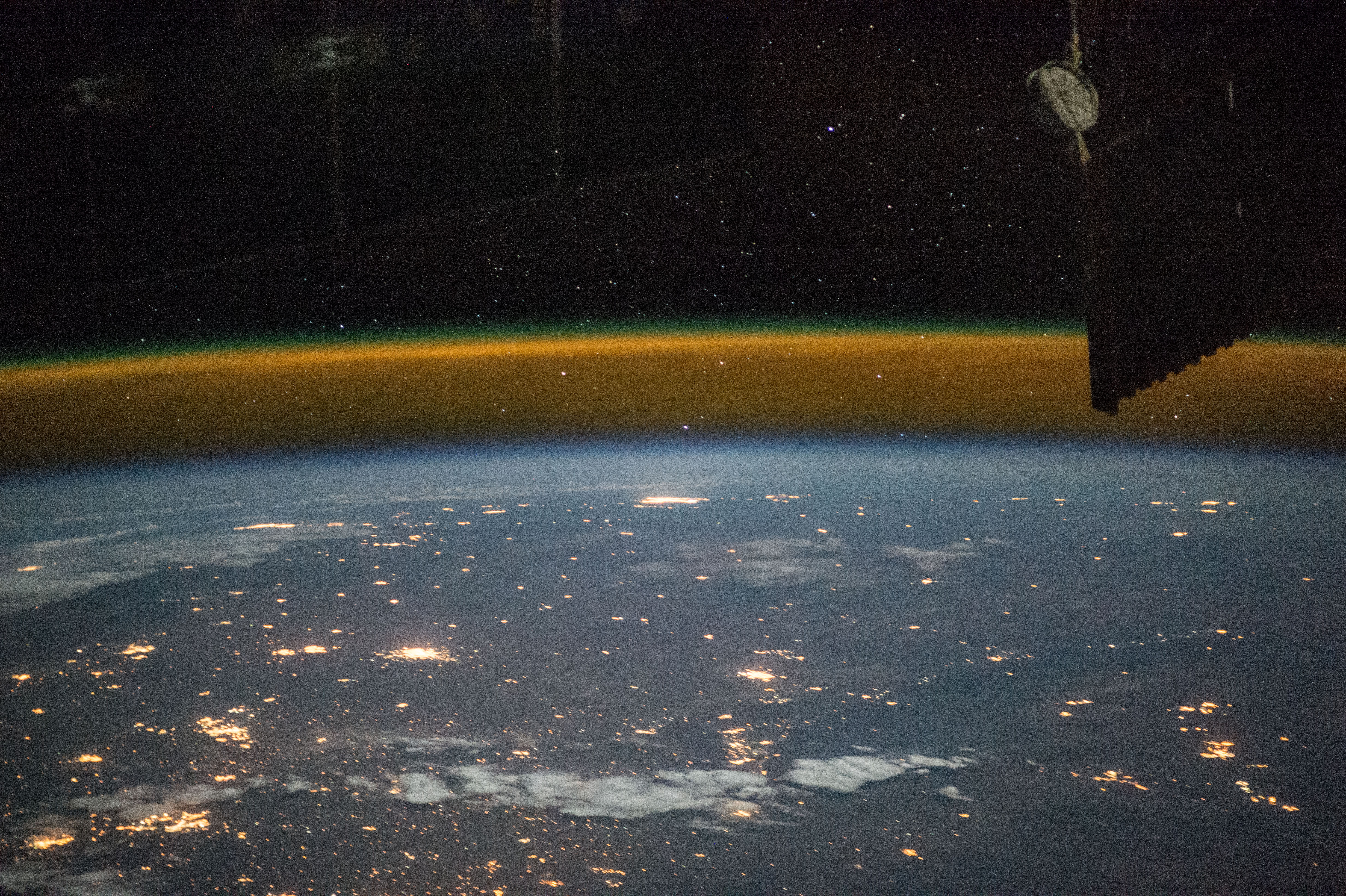
Atmosfera da Terra fotografada da Estação Espacial Internacional. A linha laranja da luminescência atmosférica está a uma altitude ligeiramente superior (140-170 km) do que a linha Kármán.

Linha de von Kármán, ou simplesmente Linha de Karman, é um limite convencionado que fica a uma altitude de 100 km acima do nível do mar, usado para definir o limite entre a atmosfera terrestre e o espaço exterior.
Esta definição é aceita pela Fédération Aéronautique Internationale (FAI), órgão internacional que estabelece padrões e registra e oficializa recordes aeronáuticos e espaciais.

## Origem e definição
Esse limite foi designado como linha de Karman em homenagem a Theodore von Kármán (1881–1963), um engenheiro e físico húngaro-americano, que contribuiu significativamente nos campos da aeronáutica e da astronáutica. Foi ele quem primeiro calculou que aproximadamente a essa altitude a densidade da atmosfera terrestre se tornava tão baixa para fins aeronáuticos, que qualquer veículo a essa altitude teria que se deslocar a velocidades maiores que a velocidade orbital (24.000 km/h) para conseguir sustentação. Acima desse limite, ocorre também um aumento repentino na temperatura atmosférica, e uma maior influência da radiação solar. O primeiro foguete projetado e construído por estudantes ultrapassou a linha Karman em 2019 atingindo uma altitude máxima registrada de 103,6 km, e uma velocidade máxima de 5449 km/h.
A FAI usa a Linha de Karman para definir os limites entre aeronáutica e astronáutica:

## Interpretações
Por vezes, pessoas ou entidades, usam o termo "limite do espaço" (em inglês:  edge of space), referindo-se a uma região abaixo do limite dos 100 km, muitas vezes incluindo regiões consideravelmente mais baixas. Com isso, certos voos de balões e aviões, são descritos como tendo "atingido os limites do espaço", o que na verdade, apenas significa que eles chegaram mais alto que a média dos veículos aeronáuticos chega.

## Alternativas
Os Estados Unidos, não definiram oficialmente um limite para o espaço. A definição que eles adotam para um astronauta, que permanece até hoje é: qualquer pessoa que tenha voado a mais de 80 km de altitude. Até mesmo essa definição é controversa, pois existem definições diferentes entre o setor militar e a NASA.
O direito internacional, define o limite inferior do espaço como sendo o menor perigeu mantido por um veículo espacial em órbita, sem no entanto especificar uma altitude. Devido ao arrasto atmosférico, a menor altitude que um objeto numa órbita circular necessita para efetuar ao menos uma órbita completa, é de aproximadamente 150 km.